# Bravo (revista de Bruguera)
Bravo fue un tebeo de periodicidad semanal, editado por Editorial Bruguera en dos períodos sucesivos (1968-1969 y 1976-1984). En su primera época, fue la segunda revista de la editorial, tras El Campeón, en dedicar más espacio a las series de acción de grafismo realista que a las de humor caricaturesco.

## Primera época (1968-1969)
"Bravo" pretendía ser el vehículo del lote de series franco-belgas que Editorial Bruguera había adquirido con Astérix. Estaba dirigida por Heliodoro Lillo Lutteroth y su primer número apareció el 19 de febrero de 1968, a un precio de 5 pesetas y con un formato de 26 x 18 cm. Contenía series como:
| Años              | Números                                     | Título                                   | Historietas largas | Autoría                                             |
| ----------------- | ------------------------------------------- | ---------------------------------------- | --- | --------------------------------------------------- |
| 19/02/1968        | 1-7, 9-11, 13, 15, 18, 20-22, 24, 27 29, 34 | Grand Prix, Chico Monza                  | | R. Martin/César Aurelio Spadari                     |
| 19/02/1968        | 1-26, 30, 32                                | Galax, el cosmonauta                     | ¡Amenaza sobre la Tierra! (1-8) ¡Enigma en la Luna! (9-17) El misterio del "Luna Tres" (18-25)                                         | V. Alcázar/Fuentes Man                              |
| 19/02/1968        | 1-40                                        | Michel Tanguy                            | La escuadrilla de las cigüeñas (1-11) ¡Peligro en el aire! (12-22) Cuatro “Mirage” en Oriente (23-31) "Cañón Azul" no contesta (32-40) | Jean-Michel Charlier/Albert Uderzo                  |
| 19/02/1968-       | 1-19, 22-29, 32, 34, 36-43                  | Aquiles Talón                            | | Greg                                                |
| 19/02/1968        | 1-13, 16-25 15                              | Los comandos de África                   | | C. Valle/Juan Martínez Osete Cassarell/Jesús Blasco |
| 19/02/1968        | 1-40                                        | El Teniente Blueberry                    | Fort Navajo (1-11) Tempestad en el Oeste (12-23) El águila solitaria (24-31) El jinete perdido (32-40)                                 | Jean-Michel Charlier/Gir                            |
| 19/02/1968        | 1-4, 6-26, 28-33, 35, 39, 45                | Topolino                                 | | Alfons Figueras                                     |
| 19/02/-30/12/1968 | 1-12, 14-35, 37-46                          | La familia Trapisonda                    | | Francisco Ibáñez                                    |
|                   | 3                                           | Don Simón                                | | Cork                                                |
|                   | 12, 19, 25                                  | Mike Palmer, detective privado           | | Rick/Julio Vivas                                    |
|                   | 14, 23, 33                                  | Astra, Servicio Secreto                  | | Louis G. Milk & C. Baro                             |
|                   | 16-17, 28, 31                               | Doc Foran, el africano                   | | Carrillo                                            |
|                   | 25                                          | Don Barbas                               | | Füchsel                                             |
|                   | 26-27, 34, 39                               | La banda del Barón, asuntos de precisión | | Vázquez                                             |

A partir del número 35, se empezaron a incluir reediciones de series de humor nacionales:
| Años        | Números             | Título                                             | Autoría                      | Otros datos |
| ----------- | ------------------- | -------------------------------------------------- | ---------------------------- | ----------- |
| -30/12/1968 | 35-41, 43-46        | Amapolo Nevera                                     | Cifré                        | Reedición   |
| -30/12/1968 | 35-36, 38-40, 42-46 | Cepillo Chivátez                                   | Cifré                        | Reedición   |
| -30/12/1968 | 35-44, 46           | Doña Tomasa, con fruición, va y alquila su mansión | Escobar                      |             |
| -30/12/1968 | 35-44, 46           | El capitán Aparejo, zoquete como un cangrejo       | Raf                          |             |
| -30/12/1968 | 35-46               | El doctor Cataplasma                               | Schmidt                      |             |
| -30/12/1968 | 35, 37-41, 43-46    | Margarito Celemín, un vendedor muy pillín          | Blas Sanchis                 |             |
|             | 35-36, 40-45        | Aquí tienen a Marcelo, con su hermano gemelo       | Conti                        | Reedición   |
| -30/12/1968 | 35-46               | Filiberto                                          | Cifré                        | Reedición   |
| -30/12/1968 | 36, 40-46           | Claro que…                                         | Ibáñez                       |             |
| -30/12/1968 | 36-43, 45-46        | Don Furcio Buscabollos                             | Cifré                        | Reedición   |
| -30/12/1968 | 36-46               | Don Tele                                           | Cifré                        | Reedición   |
|             | 36-44               | Pascual, criado leal                               | Nadal                        |             |
|             | 37-38, 42-43        | Aventuras de Barriguín                             |                              |             |
| -30/12/1968 | 37-38, 40-46        | El sheriff Chiquito, que es todo un gallito        | Schmidt                      |             |
| -30/12/1968 | 38-46               | Doña Filo y sus hermanas                           | Jorge                        | Reedición   |
| -30/12/1968 | 38-46               | Casildo                                            | Nadal                        | Reedición   |
| -30/12/1968 | 38-42, 45-46        | Don José Calmoso, jefe feroz y calmoso             | Peñarroya                    |             |
| -30/12/1968 | 41-46               | Pithy Raine                                        | Carlos Albiac/Carlos Casalla |             |
| 30/12/1968  | 46                  | Don Pelmazo                                        | Raf                          |             |

Esta primera fase de la revista cerró con su número 46, el 30 de diciembre de 1968.

## Segunda época (1976-1984)
La cabecerá reapareció en 1976, para servir de vehículo a reediciones de El Cachorro y El Inspector Dan.